# Дворови (Бијељина)
Дворови су насељено мјесто у граду Бијељина, Република Српска, БиХ. Према попису становништва из 1991. године у насељу је живјело 1.814 становника. Попис становништва из 2013. године показује да Дворове насељава 4.716 мјештана.

## Географија
Дворови се налазе у Семберији, равничарској области између Посавине, Подриња, Срема, Мачве и мајевичког подбрђа. Смештена у североисточном делу Републике Српске, Бања Дворови налазе се у средишту између река Саве и Дрине и путева који преко Раче и Павловића моста из Србије воде у Бијељину и даље до Бањалуке и Источног Сарајева.
Налази се на око 90 метара надморске висине, површине 14,77 km², удаљено око 6 км од градског центра, на магистралном путу Бијељина-Рача. Сједиште је мјесних заједница Дворови и Нови Дворови. Већим дијелом село је збијеног типа. Дијели се на Дворове (са засеоцима Ракићи и Ханишта) и Нове Дворове (формирани у току и послије Одбрамбено-отаџбинског рата 1992—1995, са засеоцима Бакрачићи и Рудине). Године 2012. насеље Дијелови, које је било у саставу Дворова, издвојило се као засебно село. У поплавама 2014. материјалну штету претрпјело је 936 домаћинстава. Дворови су смјештени на равничарском терену, са мало шуме. Кроз атар протиче рјечица Бистрик, а у центру села су богате бушотине термоминералне воде и бања Дворови.

## Историја
Према једном предању, село је добило име по дворовима Филипа Маџарина, који су се ту налазили у вријеме мађарске власти, према другоме — по дворовима кнеза Иве од Семберије, а према трећем — по дворовима бега Љубовића, који је са дијелом свога рода и кметова прешао из Херцеговине у Посавину. Остаци праисторијских насеља налазе се на локалитетима Беглуци, Брдо, Буџак и Кућерине, а праисторијске некрополе су на локалитетима Силајет и Бродић, гдје су пронађене и двије урне из раног средњег вијека. У Дворовима су 2013. пронађене перле из бронзаног доба, из 7. века пре нове ере, које припадају Гласиначкој култури.
На локацији Кућерине - Дворови (старије гвоздено доба, крај 6. вијека п.н.е.) посебно се истичу по својој важности налази из женског гроба из старијег гвозденог доба којег чине:
- Ажурирани појас - бронзана појасна гарнитура рађена техником ажурирања и гравирања, састоји се од правоугаоних појасних плочица и појасне копче с

моделованим перфорираним кружним крајем, увезаних преко бронзаних спиралних цјевчица, салталеона, текстила и/или коже. Карактеристика су, у највећем броју,
женских, и то оних богато опремљених гробова, често припадница највишег друштвеног статуса.
- Плочаста фибула типа Доња Долина (кружна метална плочица рађена од пресованог, бронзаног лима, украшена техником искуцавања, урезивања и ажурирања). Плочаста фибула по својим карактеристикама спада у јединствен налаз импортованог готовог производа из засигурно доњодолинских радионица из посљедње четвртине 6. стољећа.
- Наруквице типа Брезје, шупље наруквице рађене од бронзаног наребреног лима које су један су од поузданих облика материјалне културе који указује на непосредне контакте с алпским подручјем током старијег гвозденог доба.
- Сљепоочничарке од двоструко и троструко наребрене жице са свинутом и раскуцаном ушицом на крају. По правилу се носе у паровима на свакој страни лобање, често по неколико комада.
- Ћилибарске и стаклене перле. Због свог поријекла ћилибар се убраја у луксузни дио накита који свједочи о живој, богатој и континуираној комуникацији с алпским и медитеранским свијетом, па још и даље са сјеверном Европом.

Горе поменути налази се чувају у Музеју Семберије у Бијељини

## Познати
Из села су: Сима Катић Прекодринац, војвода Првог српског устанка; Душан Лопандић, доктор агрономије; Сретен Лопандић, политички радник.

## Култура
У Дворовима се налази КУД „Дворови”, који са великим успјехом наступа у земљи и иностранству. Однедавно је основан и Хор Светог краља Владислава. Дворови су такође сједиште српског пјевачког друштва „Сарајевско поље” које су основали избјегли Срби из бивших општина Српског Сарајева.

## Туризам
„Бања Дворови” је један од најважнијих туристичких ресурса Семберије. Смјештена је између ријека Саве и Дрине и путева који преко Раче и Павловић моста из Србије воде у Бијељину, даље до Бање Луке и Сарајева. Бања Дворови има љековиту термоминералну воду натријумско-калцијум-хидрокарбонатног састава, гдје се у савремено опремљеном медицинском блоку с успјехом лијече сви облици реуматских обољења, хроничне гинеколошке болести, дијабетес, благе неурозе и рехабилитациона постреуматска стања, такође и превенција од каријеса испирањем уста. Поред наведеног у бањи се пружају и све врсте масажа, инхалација и акупунктура. Рекреативцима и спортским екипама на располагању су терени за рукомет, одбојку на пијеску, кошарку, трим кабинет, гимнастичка сала, тенис и сауна.
У бањи се налазе базени, олимпијски базен, два јуниорска и два дјечија који раде у љетном периоду, а затворени базен је у изградњи. На базенима се у љетном периоду одржавају разне манифестације и спортска такмичења у пливању, роњењу, одбојци и тенису. Такође се организује школа пливања како би непливачи што лакше савладали ову дисциплину. У саставу базена се налазе и објекти за исхрану и освјежење разним пићима. Град Бијељина је у великој мјери запоставио Бању Дворови, и тако допустио да некада симбол Дворова, Бијељине, и Семберије, дође до ивице пропасти.

## Привреда
Становништво се углавном бави пољопривредом, а доста мјештана ради и у другим дјелатностима. Основна школа отворена је 1854, а од 2003. носи назив ОШ „Дворови”. Постоје цркве и гробља у Дворовима и Новим Дворовима. Електрична енергија доведена је у привредне објекте 1950, а у домаћинства 1959—1964. године. Главни пут кроз село асфалтиран
је 1963, већи дио путева 1982—1984, а остатак 2002—2010. године. Село је 1985. добило телефонску мрежу, која је до 1995. разведена по домаћинствима. На градски водовод прикључено је 1978. године. У Дворовима постоје Дом културе, хотел „Свети Стефан”, три мотела, олимпијски базен, тридесетак трговинских радњи, осам угоститељских објеката, осам занатских радњи, шест производних погона, три апотеке, три пољопривредне апотеке и двије бензинске пумпе (2013).

## Спорт
Дворови су сједиште фудбалског клуба Пролетер (основан је 1929, а 1946. добио је назив „Пролетер”), шаховског клуба „Дворови”, кошаркашког клуба „Феникс” и теквондо клуба „Сокол”.

## Становништво
Према попису Београдске митрополије из 1735, село је имало 21 домаћинство. Дворови су 1879. били општина, којој су припадала села: Амајлије, Ралатун (данашњи Балатун), Даждарево (Даздарево), Дворови Ракићи, Дворови Ханишта, Међаши, Попови и Тријешница, а имала је 539 домаћинстава и 2.864 становника (2.863 православца и један муслиман). Села Дворови Ракићи и Дворови Ханишта заједно су 1879. имала 120 домаћинстава и 669 становника (668 православаца и један муслиман); 1895. — 1.027 становника; 1948. — 1.536; 1961. Дворови, као јединствено село — 1.656; 1991. — 1.813; 2013. — 1.504 домаћинства и 4.716 становника (од којих 4.654 Србина, 21 Хрват, 16 из реда осталих и 13 неопредијељених). Бројније породице у Дворовима су: Арсеновић — дио слави Св. Стефана, а дио Лучиндан; Бубњевић, Остојић, Селаковић — славе Мратиндан; Симојловић, Шикоњић — Св. Стефана; Његовановић — Лучиндан; Василић, Јовић, Марјановић, Матић, Михајловић, Перић, Петровић, Плавшић, Ракић,
Стевановић — Никољдан; Вуковић, Вићановић, Нешковић, Николић, Станчић, Танасић, Тошић — Јовањдан; Ђајић, Лопандић, Пантић — Св. Трифуна; Ђокић, Ђурић, Лукић, Максимовић, Саватић, Савић, Тодић — Ђурђевдан; Мајсторовић — Св. Вартоломеја и Варнаву; Симић — Св. Јоакима и Ану; у Новим Дворовима: Бојић, Васић, Тодоровић — Јовањдан; Ђурђић, Ковачевић, Мајиновић, Секулић — Никољдан; Николић, Рикић — Ђурђевдан; Ристић — дио слави Ђурђевдан, а дио Лазареву суботу. Сеоска слава је Покрижак, четвртак по Спасовдану. Интензивније досељавање становништва било је 1739—1878. године. Породица Бубњевић је дошла из Брда (Црна Гора), Ђајићи (раније Ђурић), Ђурићи, Лопандићи, Лукићи, Пантићи, Петровићи,
Саватићи, Станчићи, Танасићи су из Херцеговине, Николићи из Чађавице (Бијељина), Остојићи из Даздарева (Бијељина), Арсеновићи, Максимовићи, Селаковићи, Симојловићи из Србије. У току и послије рата Одбрамбено-отаџбинског рата 1992—1995. у Нове Дворове су се доселиле прогнане породице из општина Сарајево и Тузла (ФБиХ). У Другом свјетском рату из села Гојсовац, Дворови и Крива Бара страдала су 22 цивила, а погинуло је 45 бораца Народноослободилачке војске Југославије и шест припадника Југословенске војске у отаџбини. Спомен-обиљежје погинулим борцима НОВЈ подигнуто је испред Дома културе у Дворовима. Током рата q1992—1995. погинула су 24 борца Војске Републике Српске из истих села, којима је у селу такође подигнут споменик.
| Националност       | 1991. | 1981. | 1971. | 1961. |
| Срби               | 1.667 | 1.045 | 1.602 |       |
| Југословени        | 77    | 627   |       |       |
| Хрвати             | 13    | 10    | 14    |       |
| Муслимани          | 7     | 2     |       |       |
| Македонци          |       |       | 4     |       |
| остали и непознато | 50    | 26    | 28    |       |
| Укупно             | 1.814 | 1.710 | 1.648 | '     |

| Демографија | Демографија | Демографија |
| Година      | Становника  | Становника  |
| ----------- | ----------- | ----------- |
| 1879.       | 2.864       |             |
| 1895.       | 1.027       |             |
| 1948.       | 1.536       |             |
| 1953.       | 1.609       |             |
| 1961.       | 1.656       |             |
| 1971.       | 1.648       |             |
| 1981.       | 1.710       |             |
| 1991.       | 1.814       |             |
| 2013.       | 4.716       |             |